# Ramon Despont

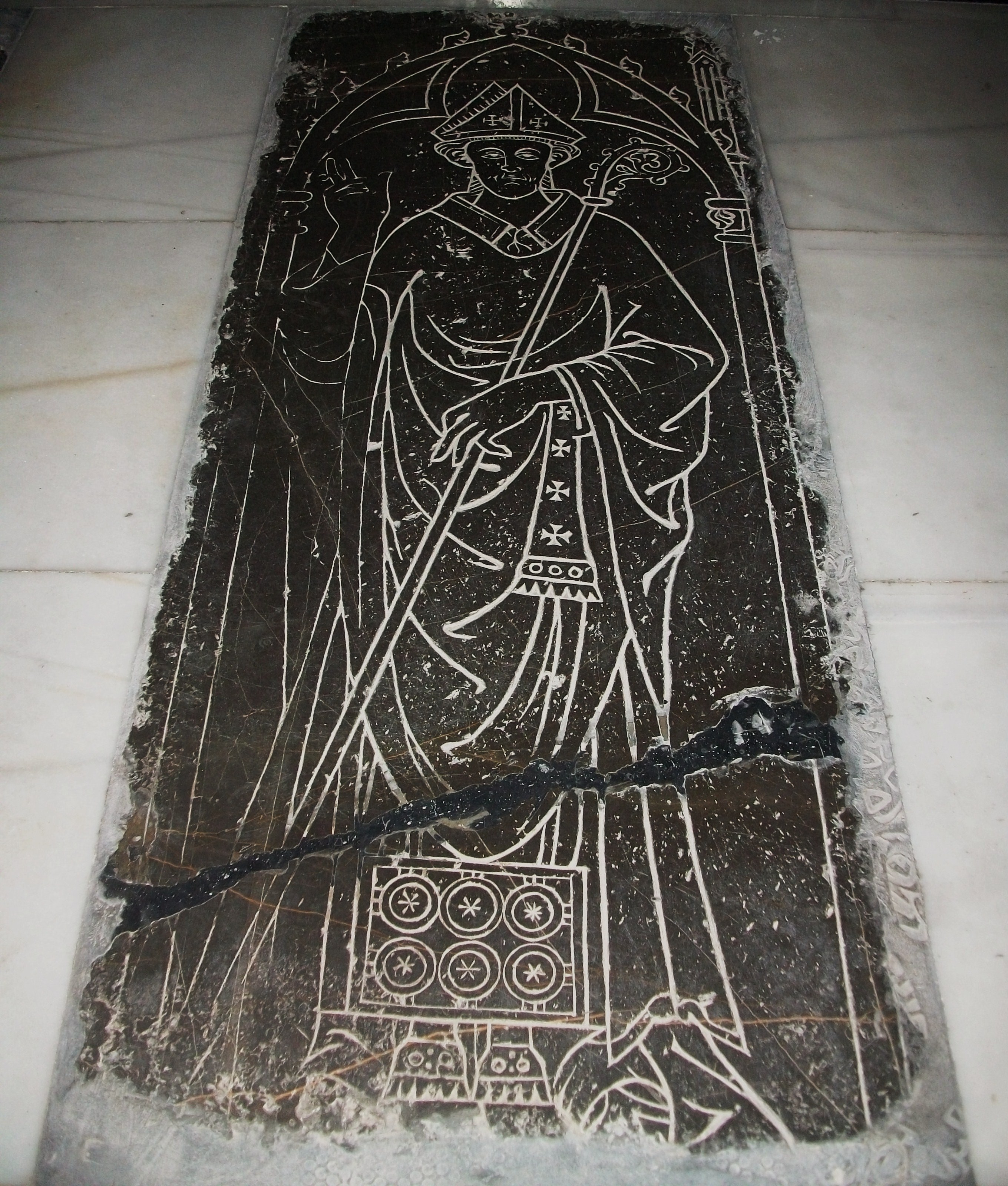
Làpida sepulcral de Ramon Despont a la capella de sant Donís i santa Margarida de la catedral de València.

Ramon Despont (Fraga, segle xiii - Tarragona, 13 de novembre de 1312) fou un religiós i teòleg, bisbe de València des de 1289 a 1312.
Teòleg i canonista, va treballar al vaticà. A la Santa Seu va exercir d'Auditor del Palau apostòlic i Prelat Domèstic de Sa Santedat, d'Exarca o Governador de la Marca d'Ancona i altres càrrecs.
Pels seus serveis als reis Pere el Gran, de qui fou conseller, i al seu fill Alfons el Franc, a la mort del seu antecessor Jaspert de Botonac i de Castellnou li fou entregat el bisbat de València per elecció directa del papa Nicolau IV. Després de quinze anys exercint s'uní a l'Orde dels Predicadors, sense renunciar al bisbat, per disposició del Papa.
Per ordre del rei i del papa Climent V va col·laborar amb el bisbe de Saragossa, Ximeno de Luna, en la investigació que va dur a la destrucció de l'orde del Temple.
Despont va participar en el concili general de Viena del Delfinat el 1311 i en el concili provincial de Tarragona, on va emmalaltir de gravetat, morint allí mateix el 13 de novembre de 1312. Se'l soterrà a la catedral de València, a la capella actualment dedicada a Sant Donís i Santa Margarida, el dia 20 del mateix mes. En el seu testament, fet el 31 d'octubre de 1312 disposava que els seus llibres i còdex manuscrits es distribuïren entre els convents de Sant Doménec de València, Lleida i Xàtiva. A aquest últim deixava la primera part de la Summa Teològica de Tomàs d'Aquino, disposant que estigués ben guardada.
Celebrà dos Sínodes Diocesans, en 1296 i 1298, i fundà la institució de la Pia Almoina per ajudar els més desfavorits. La seua biografia la va escriure el seu protegit, fra Miquel de Fraga.

## Obra
- Decreta et Estatuta Synodi Dioecesanæ Valentiæ XIV. Kal. Octobris MCCXCVI, habitæ in Æde Cathedrali quibus adjecit.
- Tractatum, de Sacramentis á se Compositum, et á Synodo aprobatum.
- Sententia de proetio ob jus ratæ emptionis terrarum seu proediorum Domini Ecclesiastici solvendo, quoe ab inde rationen legis obtinuit in Aragonia. Manuscrit.
- Inquisitio de equitibus et Ordine templi Hierosolymitaniseu de templariis.
- Synodus Diæcesana Valentina, ibi celebrata ann. MCCCIII